# Guerres sacrées
Ne doit pas être confondu avec Guerre sacrée.
 (septembre 2011).
Si vous disposez d'ouvrages ou d'articles de référence ou si vous connaissez des sites web de qualité traitant du thème abordé ici, merci de compléter l'article en donnant les références utiles à sa vérifiabilité et en les liant à la section « Notes et références ».

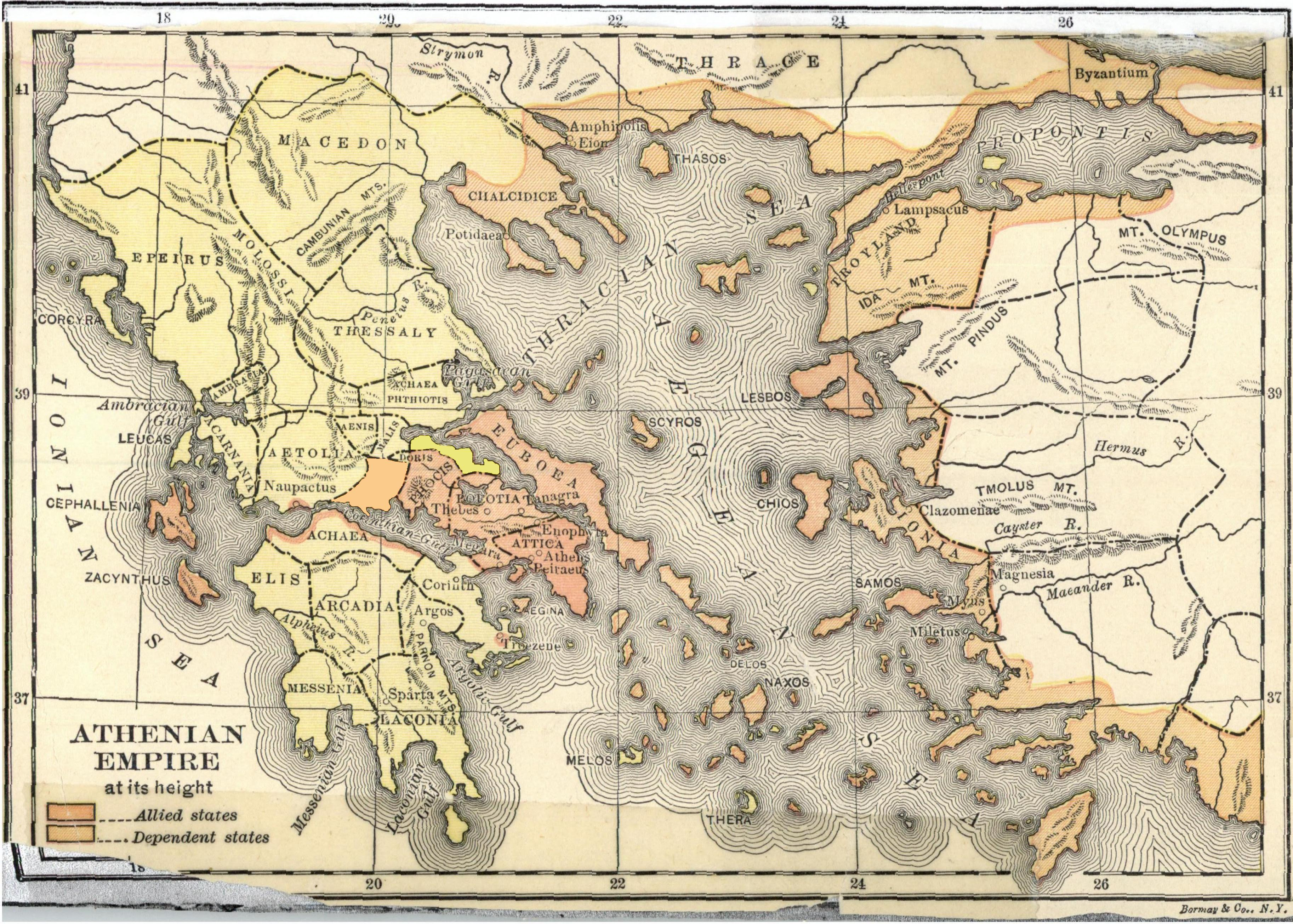
Carte de la Grèce antique avec la Locride (en jaune au centre) et la Phocide, frontalières du sanctuaire de Delphes.

Les guerres sacrées sont une série de guerres menées par l'amphictyonie chargée d'administrer le sanctuaire d’Apollon à Delphes contre tous ceux considérés comme sacrilèges envers le dieu.

## Première guerre sacrée (environ 600-590 av. J.-C.)
Au début du VIe siècle av. J.-C. eut lieu la première guerre sacrée, que l’on retrouve dans les sources sous le nom d’agôn de Kirrha ou de Krissa, guerre qui opposait les Amphictyons à la cité de Kirrha. Cette dernière se situait sur une île au sud-ouest du sanctuaire. La cause de cette guerre était la volonté de l’amphictyonie pylaio-delphique de contrôler la « terre sacrée » d’Apollon (ou « plaine de Kirrha »). Cette guerre aboutit à la destruction totale de Kirrha. C’est après cela que naquirent les premiers jeux pythiques.
Des chercheurs remettent en cause, non l'historicité du conflit, mais certains faits rapportés dans les sources. Ainsi, la durée de ce conflit - dix ans -, ou encore l’intervention de Solon, tiendraient plus du mythe que de la réalité.
Selon les sources datant d’après la guerre, celle-ci aurait débuté à la suite d'attaques sur des pèlerins du sanctuaire de Delphes par des habitants de Kirrha. Le conseil des Amphictyons voulut punir ces derniers. L'expédition de représailles fut notamment dirigée par les Thessaliens Eurylochos et Hippias. Les Athéniens participèrent aussi en envoyant un corps d’armée sous la direction d’Alcméon. Le tyran de Sicyone Clisthène décida de bloquer la ville par la mer. Les terres de la ville furent interdites à toute culture et dédiées au pâturage des animaux à sacrifier en l’honneur d’Apollon, Artémis, Léto et Athéna Pronaia. Les habitants de Kirrha se réfugièrent sur la montagne du Kirphis, jusqu'à ce que les dernières formes de résistance soient écrasées cinq ans plus tard.
Pausanias évoque le rôle important qu’aurait joué Solon dans la victoire. Il aurait détourné le cours du Pleistos qui traversait la cité, puis y aurait versé des racines d’elleyoros, avant de le détourner de nouveau. Les habitants de Kirrha auraient alors bu l’eau, celle-ci leur causant une diarrhée incessante au point de les contraindre à abandonner leur muraille.  
Vers la fin du VIIe siècle av. J.-C., la réputation de l’oracle de Delphes était telle que cela explique la volonté de certaines cités d’en avoir le contrôle. La première guerre sacrée et la restructuration de l’Amphictyonie ont fait de Delphes le point de prédilection pour la rencontre des ennemis lors des guerres. Comme on peut le voir grâce aux sources archéologiques, les présences d’Athènes et d’autres cités ioniennes à Delphes s’accentuent fortement au VIe siècle av. J.-C.

## Deuxième guerre sacrée (448 av. J.-C.)
En 457, à la suite de la bataille d'Œnophyta, les Athéniens, contrôlant la Béotie et la Phocide, décidèrent de détacher la ville de Delphes de l’Amphictyonie pour la livrer aux Phocidiens. L’objectif en était de permettre aux Phocidiens de contrôler le sanctuaire en ayant la Promantie (ordre de passage déterminé par les prêtres). On date le moment où le sanctuaire revient aux Phocidiens à l’aide des monnaies en argent portant la tête d’Apollon ainsi qu’une lyre ou un lierre.
Sparte, souhaitant aussi la Promantie, réagit : la brève deuxième guerre sacrée éclata ainsi entre Sparte et Athènes en 448. L'expression « guerres sacrées » apparaît chez Thucydide qui raconte celle-ci à ce moment-là. Il écrit que les Spartiates envoyèrent une armée à Delphes pour y rétablir la cité dans son état antérieur. Mais à la suite de cela, Périclès entreprit à son tour une campagne et rendit Delphes aux Phocidiens. Plutarque confirme ce qui concerne Périclès dans les Vies Parallèles.

## Troisième guerre sacrée (356-346 av. J.-C.)

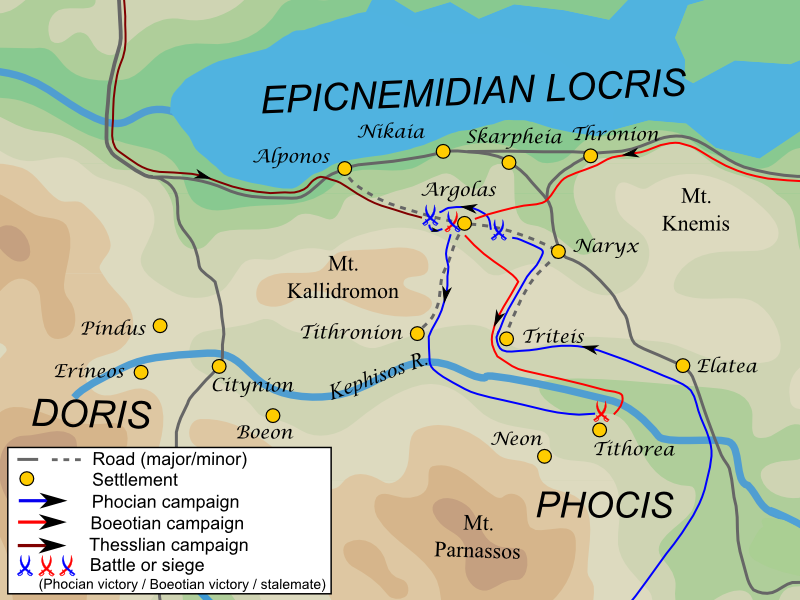
Opérations en 355 av. J.-C.

La troisième guerre sacrée est évoquée par Eschine et Démosthène. L'expression apparaît bien plus tard chez Diodore. Elle débuta en 362 lorsque les Thébains accusèrent les Phocidiens de sacrilège auprès du conseil amphictyonique, car ils avaient cultivé une partie des champs sacrés de Delphes. La sanction, prononcée à l'automne 357, fut sévère : une amende de 500 talents. Les Spartiates furent condamnés à une amende identique pour l'occupation militaire de la Cadmée, vingt-cinq ans auparavant. Ni les uns ni les autres ne purent ni ne voulurent réunir ce montant, qui fut alors doublé pour les Phocidiens. C'est alors qu'intervint Philomélos, originaire de la ville de Lédon, qui persuada les Phocidiens de résister et d'occuper Delphes, pour annuler cette décision. Il fut alors élu général et alla chercher de l'aide chez les Spartiates, ces derniers étant des ennemis des Thébains depuis longtemps. Ils apportèrent aux Phocidiens une aide financière s'élevant à quinze talents d'or avec laquelle ces derniers financèrent leur armée et occupèrent Delphes. Ils fortifièrent la ville et détruisirent la stèle sur laquelle était gravée la sanction.
Mais les membres du Conseil amphictyonique, dont Thèbes occupait la tête, déclarèrent la guerre aux Phocidiens. C'est alors que se nouèrent des alliances au sein des deux camps : les Athéniens et les Spartiates rejoignirent le camp phocidien, contrairement aux Thessaliens et Corinthiens qui s'allièrent aux Thébains. En 354, après avoir repoussé les Locriens d'Amphissa, qui avaient tenté de prendre le sanctuaire, Philomélos livra bataille près de Tithorée contre les Béotiens et fut tué. Son frère Onomarchos lui succéda et refonda l'armée avec l'aide des trésors delphiques. Il réunit une puissante armée de mercenaires et fortifia l'ensemble des villes phocidiennes. Il se tourna alors vers la Thessalie, tentant de la désorganiser en soutenant les tyrans de Phères contre les Larissiens. Ces derniers appelèrent alors Philippe II, roi de Macédoine, à leur aide, provoquant ainsi pour la première fois l'intervention des Macédoniens dans la région.
L'armée de Philippe II connut tout d'abord une défaite en 353, mais remporta (en 353 ou en 352) la bataille du Champ de Crocus près du golfe Pagasétique . Onomarchos fut tué et son corps traité comme sacrilège par Philippe, qui se présentait comme le défenseur d'Apollon. Perçu comme libérateur de la tyrannie de Phères, Philippe II fut élu archôn à vie de la Confédération thessalienne. Il démarra alors une conquête de la Phocide, en Grèce du sud. Les Athéniens s'en inquiétèrent, intervinrent aux Thermopyles et stoppèrent l'avancée macédonienne. Les Phocidiens, alors dirigés par Phalaicos, parvinrent à préserver leur occupation.
Cependant, en 346 av. J.-C., les Athéniens conclurent avec les Macédoniens la paix de Philocratès. Ce texte ne disait rien des Phocidiens, les laissant à la merci de Philippe. Phalaicos capitula. Philippe prit possession de la Phocide, mais laissa au conseil amphictyonique la tâche de punir les Phocidiens. Une lourde pénalité leur fut alors imposée : ils durent payer annuellement une amende de soixante talents afin de rembourser les trésors delphiques, et ils furent dépourvus de leurs deux sièges au Conseil amphictyonique au profit des Macédoniens. Philippe II sort donc renforcé de cette guerre, dominant Delphes avec ses alliés thessaliens. C'est lui qui, en tant qu'hegèmôn du monde grec, présida les Jeux pythiques de l'automne 346.

## Quatrième guerre sacrée (339-338 av. J.-C.)
Les origines de la quatrième guerre sacrée remontent à la reconstruction du sanctuaire d'Apollon, lors de laquelle les Athéniens érigèrent à nouveau la dédicace par laquelle ils accusaient les Thébains de médisme après les guerres médiques. Lors du conseil amphictyonique de 340 avant J.-C., les Thébains, ainsi que les Locriens d'Amphissa, proposèrent de condamner les Athéniens à une amende de cinquante talents, au motif que le rétablissement d'une dédicace de l'époque où Delphes était contrôlée par les Phocidiens était une impiété. Cependant Eschine, le représentant athénien, démontra que les habitants d'Amphissa avaient mis en culture les champs sacrés de Delphes, les accusant ainsi de sacrilège.
Le conseil amphictyonique confia le commandement de la campagne à Philippe II, qui prit Amphissa et affronta une coalition des villes du sud, comprenant notamment Athènes et Thèbes, lors de la bataille de Chéronée en août 338 avant J.-C, au cours de laquelle le prince Alexandre de Macédoine fit ses preuves. Ce fut une victoire écrasante de Philippe II. Thèbes capitula et se vit imposer une garnison macédonienne et un régime oligarchique. Athènes, où Philippe envoya Phocion en ambassade, se vit proposer un armistice qui lui était favorable. Philippe n'y imposa pas de garnison et ne changea pas le système politique en place. Il organisa ensuite à l'hiver 338 avant J.-C. le congrès de Corinthe où il imposa une paix commune et une perte d'autonomie des cités.

## Sources antiques
- Diodore de Sicile, Bibliothèque historique [détail des éditions] [lire en ligne], XVI
- Pausanias, Description de la Grèce [détail des éditions] [lire en ligne].
- Thucydide, La Guerre du Péloponnèse [détail des éditions] [lire en ligne].
- Plutarque, Vies parallèles [détail des éditions] [lire en ligne].
- Polybe, Histoires [détail des éditions] [lire en ligne].